# Benedek Elek (író)
Benedek Elek (Kisbacon, 1859. szeptember 30. – Kisbacon, 1929. augusztus 17.) magyar újságíró, író, országgyűlési képviselő, „a nagy mesemondó”.

## Élete
Benedek János és Benedek Marcella fiaként született. Bölcsésztanulmányait Székelyudvarhelyen, majd Budapesten végezte. Diákkorában néprajzi gyűjtőútra ment Sebesi Jóbbal. Újságíró lett: a Budapesti Hírlap és más lapok munkatársaként dolgozott. 1884. július 29-én a Budapest-Kálvin téri református templomban feleségül vette Fischer Máriát, Fischer Mór és Poldesz Minna leányát, az esküvői tanúk Gyürky Ábrahám főispán és Dapsy Vilmos kúriai bíró voltak. 1887-ben a nagyajtai kerület országgyűlési képviselővé választotta. 1892-ig töltötte be ezt a tisztséget. Egy ideig Szabadelvű párti volt, majd a Nemzeti Párthoz csatlakozott. Képviselőházi beszédeiben az ifjúsági irodalommal, a népköltészet és a népnyelv, valamint a közoktatás kérdéseivel foglalkozott.
Napilapokat és folyóiratokat szerkesztett: Magyarság (1901–02); Magyar Világ (1902–03); Magyar Kritika (1897–99); Nemzeti Iskola (1890–1905); Néptanítók Lapja (1907–09). Emellett számos lapban publikált álnéven, ezekből ad közre válogatást a kétkötetes Az ismeretlen Benedek Elek c. munka.
1889-ben részt vállalt a Pósa Lajos által indított első irodalmi értékű, hazafias szellemű gyermeklap, Az Én Újságom szerkesztésében, Sebők Zsigmonddal együtt szerkesztője volt a Jó Pajtás gyermeklapnak. 1890-ben belépett a Demokratia nevű szabadkőműves páholyba. Ifjúsági könyvsorozatot szerkesztett: Kís Könyvtár, amelynek folytatása B. E. kis könyvtára címmel jelent meg. 1900-ban a Kisfaludy Társaságnak is tagjává vált. Az ifjúság számára készült mese-átdolgozásait tartalmazó Ezüst Mesekönyv és Arany Mesekönyv – amelyek főként az Az Ezeregyéjszaka meséinek és a Grimm fivérek meséinek átiratai voltak – tucatnyi új kiadásaival, újabb átdolgozásaival évtizedeken át a legfőbb és legjobb magyar mesekönyvek voltak. Verseket, színdarabokat, leányregényeket, történelmi és irodalomtörténeti műveket is írt.
1921-ben hazatért a trianoni békeszerződés által Romániához csatolt Kisbaconba és ott élt haláláig, ahol példaképe, szervezője volt a szárnyait bontogató romániai magyar kalákásoknak és a Cimbora című ifjúsági lapot szerkesztette. Mint meseíró, a magyar gyermekirodalom egyik megteremtője. Ifjúsági írásaival, szerkesztői működésével az élen járó pedagógusok között foglal helyet.
Születésének 150. évfordulóján, 2009-ben több rendezvénnyel, kiállítással, konferenciával is emlékeztek sokoldalú munkásságára.
Írói végrendeletének utolsó három szava:
... fő, hogy dolgozzanak.

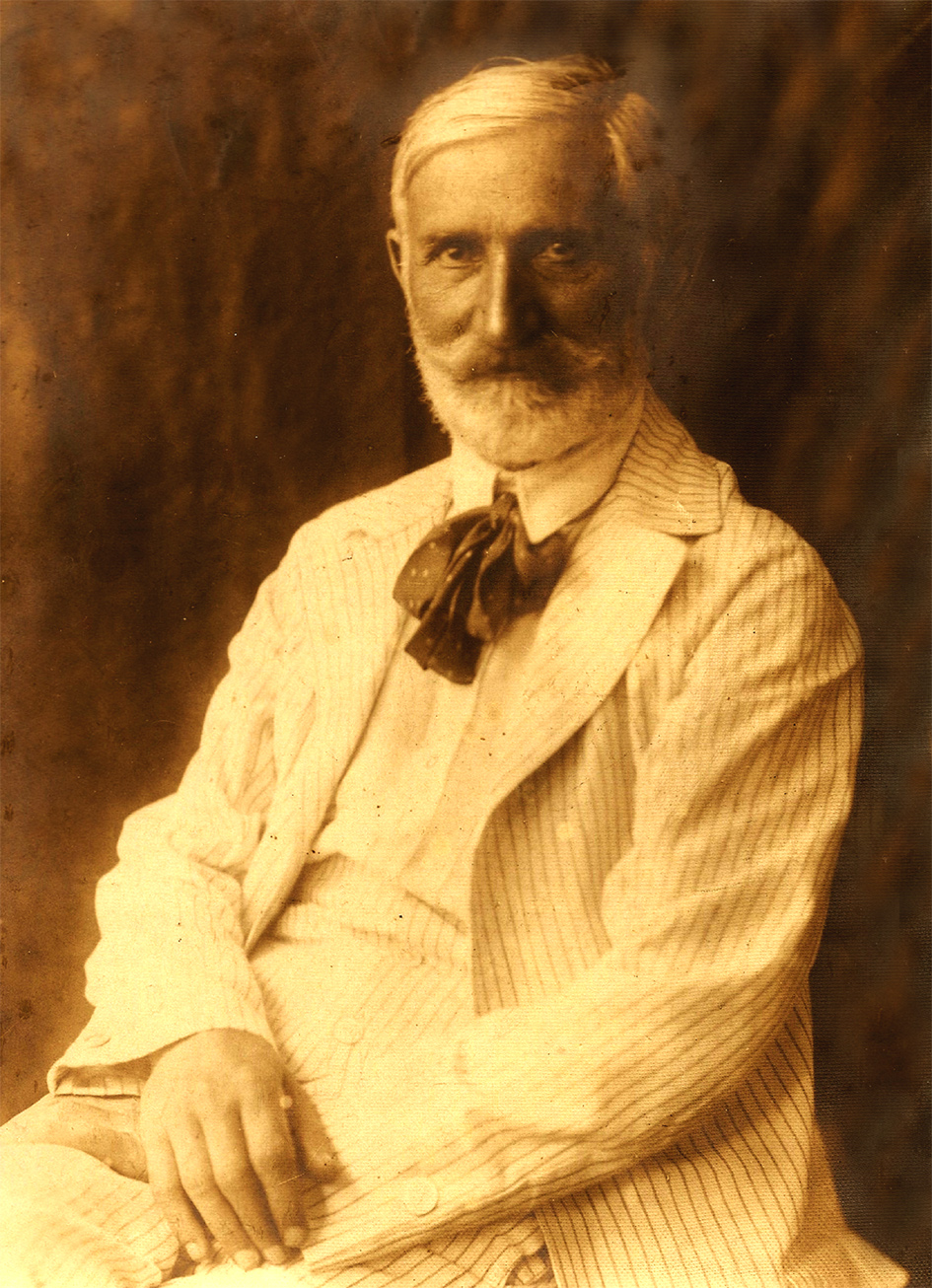
Benedek Elek (1924)
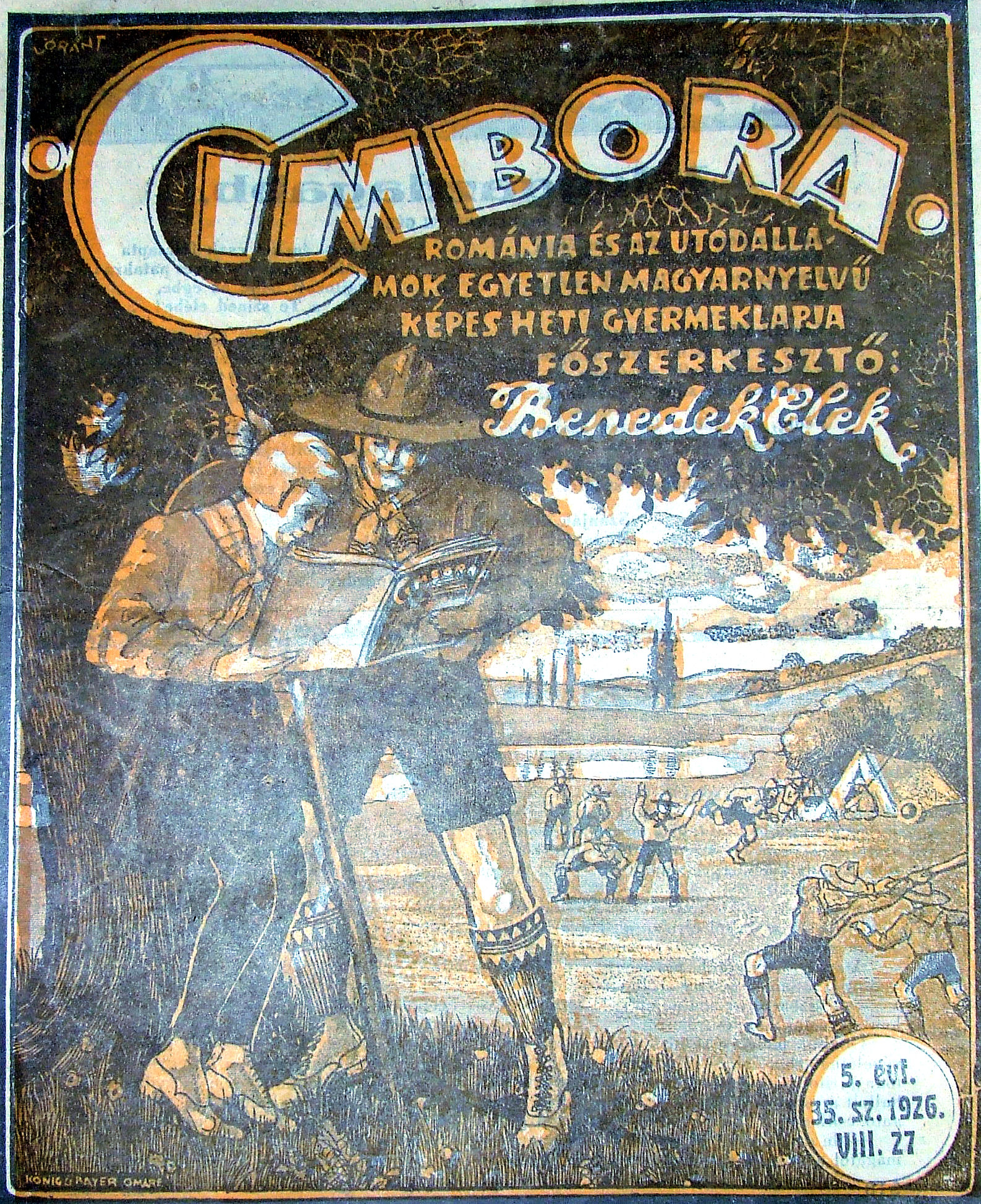
Cimbora címlapja (1926)
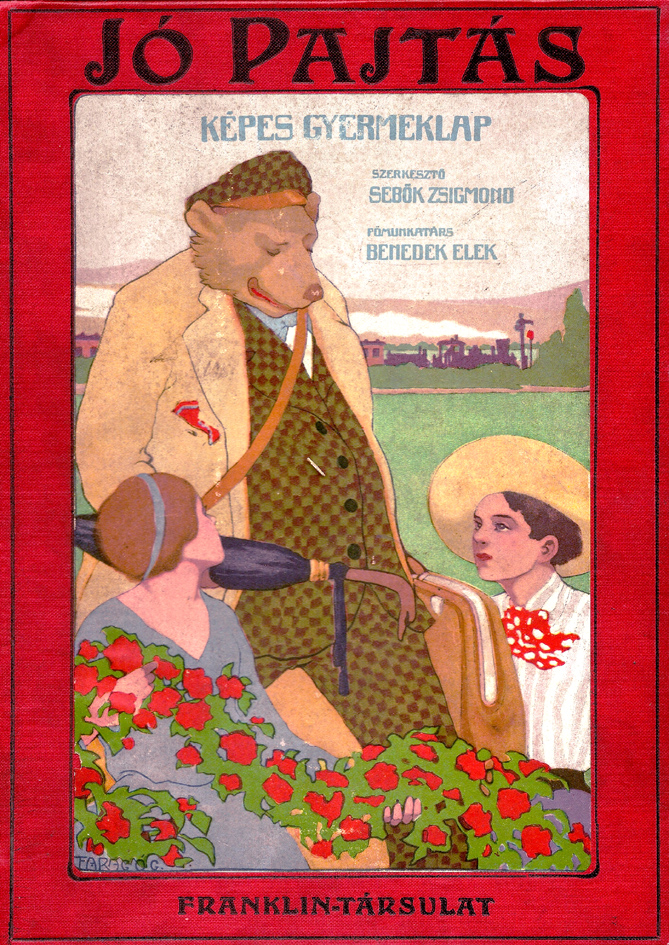
Jó Pajtás címlapja
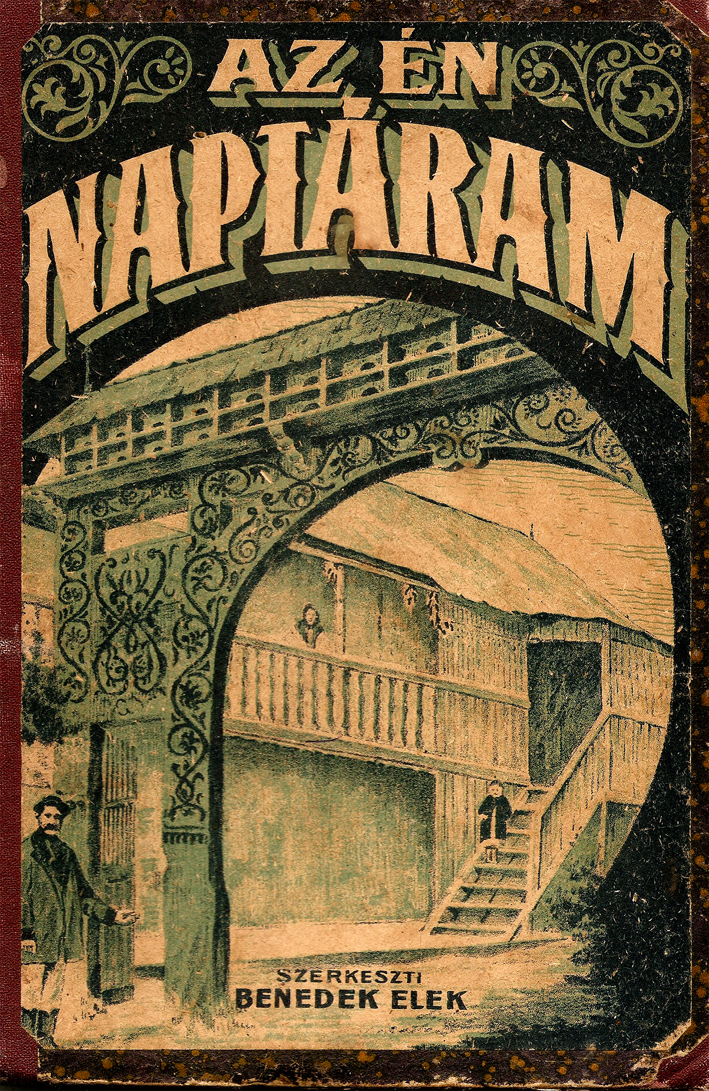
Az én naptáram
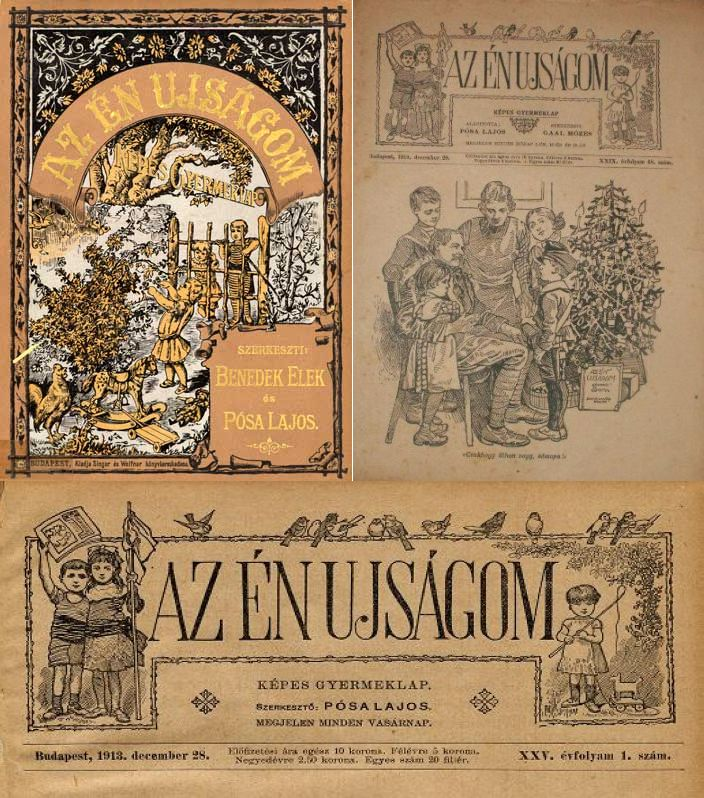
Az Én Újságom címlapja

### Családja
Családja a következő:
- Benedek János református lelkész
  - Benedek János
  - Benedek Samu
  - Benedek Jeremiás és Benedek Anna
    - Benedek László
    - Benedek Miklós
    - Benedek István (1787–?) és Gál Rebeka
      - Rakhel
      - Benedek „Huszár” János (1815–1902) volt nótárius, birtokos és  Benedek Marczella (1822–1904)
        - Benedek Anikó (1857–1941)
        - Benedek Gábor (1843–1931) és felesége Nagy Lévina (1847-1923)
          - Benedek János 1873
          - Benedek Mári 1875
          - Benedek Teréz 1877
          - Benedek András 1879
          - Benedek Anna 1882
          - Benedek Marcella 1884, férje Benedek Antal (1877-1955)
            - Benedek Elvira (Ibolya) 1904
            - Benedek Lenke 1905
            - Benedek Klára 1912
            - Benedek Tibor 1917
              - Benedek Zsuzsanna, festőművész
              - Benedek Farkas Péter
                - Benedek Huszár Botond, színművész
                - Benedek Orsolya Zsuzsa, tanárnő

        - Benedek Elek  (Kisbacon, 1859. szeptember 30. – Kisbacon, 1929. augusztus 17.) újságíró, író, „a nagy mesemondó”
          - Benedek Marcell (Budapest, 1885. szeptember 22. – Budapest, 1969. május 30.) tanár, író és műfordító
            - Benedek András író, dramaturg.
              - Benedek Katalin (1947) etnográfus
              - Benedek Mihály (1950)
              - Benedek László (1951)
              - Benedek János (1953)
              - Benedek Gábor (1955–2020) történész

            - Benedek István, pszichiáter, író, művelődéstörténész
            - Benedek Anna

          - Benedek János (1887–1920)
            - Benedek László
            - Benedek Miklós

          - Benedek Mária (1889–1975)
            - Lengyel Éva
            - Lengyel Dénes (1910–1987) író, irodalomtörténész, szerkesztő
              - Lengyel László (1950) közgazdász, politológus

            - Lengyel Tamás
            - Lengyel Mária

          - Benedek Flóra (1890–1975)
          - Benedek Elek, ifj. (1894–1966)
            - Benedek Judit

          - Benedek Rózsa (1899–1936)
            - Benedek Júlia
            - Benedek Zsuzsa

        - Benedek Ignác (1846–1859)
        - Benedek Éva

  - Benedek Gábor
- Bardócz Orsolya előadóművész, Benedek Elek ükunokája
- Benedek Elek gyermekei és unokái – részlet a családfából

## Művei

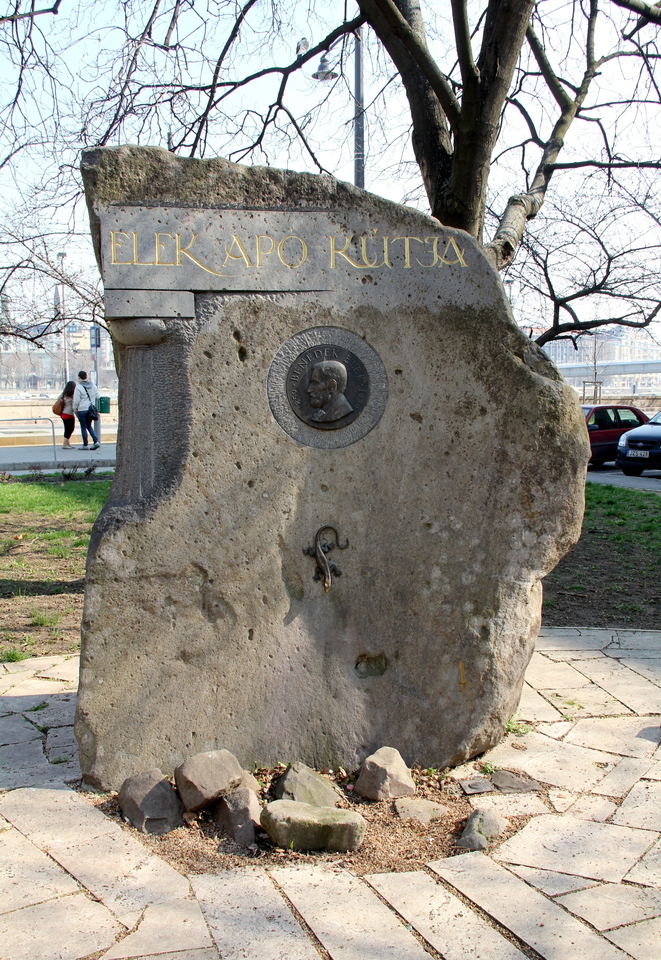
Elek Apó kútja a Tabánban (Fátyol utca)

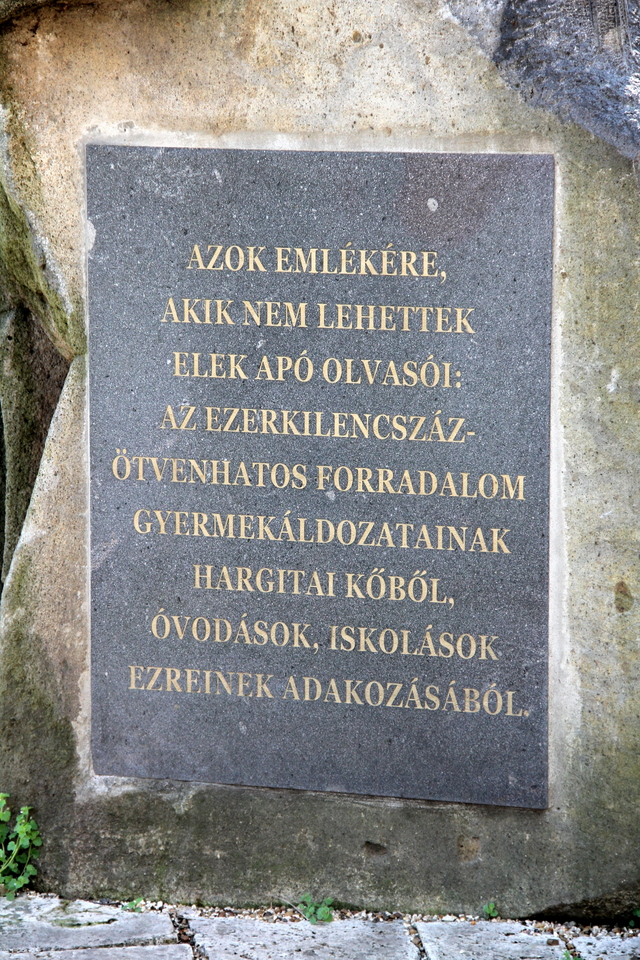
Emléktábla Elek Apó kútján

- Csudalámpa (rovásírással)
- Édes anyaföldem
- Ezüst mesekönyv
- Honszerző Árpád (hangoskönyv)
- Nagy magyarok élete
- Petőfi
- Székely Tündérország (hangoskönyv)
- Többsincs királyfi és más mesék (hangoskönyv)
- Vége jó, minden jó és más mesék

## Emlékezete
- Emlékét őrzi Kisbaconban a Benedek Elek Emlékház.
- Születésnapja, szeptember 30. 2005 óta a magyar népmese napja.
- Róla szól Mátyássy Áron Istenke bicskája című, 2020-ban bemutatott életrajzi filmje, melyben az alakját Kenéz Ágoston, illetve Kőszegi Ákos formálja meg.

### Szakirodalom
- Benedek Marcell: Magyar író tragédiája 1929-ben. Benedek Elek utolsó évei. Budapest, 1930. Szerző kiad.
- Vezér Erzsébet: Benedek Elek. Budapest, 1937. Pápai Ernő műintézet
- Halljátok emberek? Benedek Elek – politikai írások és irodalmi bírálatok. Összeáll., bev. és jegyz. ell.: Balogh Edgár. Bukarest, 1957. Áll. Irod. és Műv. Kiadó
- Benedek Elek: A harismadár. Novellák, karcolatok, elbeszélések. Bev.: Balogh Edgár. Bukarest, 1959. Áll. Irod. és Műv. Kiadó
- A százesztendős jövendőmondó. Karcolatok, elbeszélések, cikkek. Bev.: Balogh Edgár. Bukarest, 1967. Irod. Kiadó
- Lengyel Dénes: Benedek Elek. Budapest, 1974.  Gondolat
- Benedek Elek emlékkönyve. Szerk.: Lengyel László. Budapest, 1990. Móra
- Csire Gabriella: Elek Apó Cimborája. Antológia. Válogatás a 'Cimbora' évfolyamaiból (1922–1929) (Sz.udvarhely, 1994, 2000)
- Benedek Elek irodalmi levelezése. 1921–1929. Közzéteszi: Szabó Zsolt. 1-4. köt. Bukarest, 1979–2002. Kriterion
- Perjámosi Sándor, A. Szála Erzsébet, Gazda István: Az ismeretlen Benedek Elek. Kötetben eddig nem közölt, 1881 és 1892 között írt publicisztikáiból. Sopron–Piliscsaba, 2006. Kiad.: Nyugat-Magyarországi Egyetem Benedek Elek Kara és a Magyar Tudománytörténeti Intézet. ISBN 963-9276-57-X
- Perjámosi Sándor – A. Szála Erzsébet – Gazda István: Az ismeretlen Benedek Elek. Második gyűjtés. Kötetben eddig nem közölt, 1892 és 1910 között írt publicisztikáiból. Sopron – Piliscsaba, 2008. Kiad.: Nyugat-Magyarországi Egyetem Benedek Elek Kara és a Magyar Tudománytörténeti Intézet. ISBN 978-963-9276-66-6
- Perjámosi Sándor – A. Szála Erzsébet – Gazda István: Az ismeretlen Benedek Elek. Harmadik gyűjtés. Kötetben eddig nem közölt, 1911 és 1929 között írt publicisztikáiból. Sopron – Piliscsaba, 2009. Kiad.: Nyugat-Magyarországi Egyetem Benedek Elek Kara és a Magyar Tudománytörténeti Intézet. ISBN 978-963-9276-83-3
- Bardócz Orsolya: Benedek Elek; Erdővidék Kiadó, 2009, Barót
- A népköltészet terített asztalánál. Benedek Elek Emlékülés, 2009. december 4-5. Tanulmánygyűjtemény; szerk. Benedek Katalin; MTA Néprajzi Kutatóintézete, Bp., 2011 + CD-ROM
- Bardócz Orsolya–Nagy Nándor: Benedek Elek emlékalbum; 2. jav., bőv. kiad.; Művelődés, Kolozsvár, 2014
- Hegedűs Imre János: Benedek Elek. Monográfia; Felsőmagyarország, Miskolc, 2015
- Lisztóczky László: "Jézus tanítványa voltam". Adalékok Benedek Elek erdélyi irodalomteremtő munkásságához; Dsida Jenő Baráti Kör, Eger, 2021

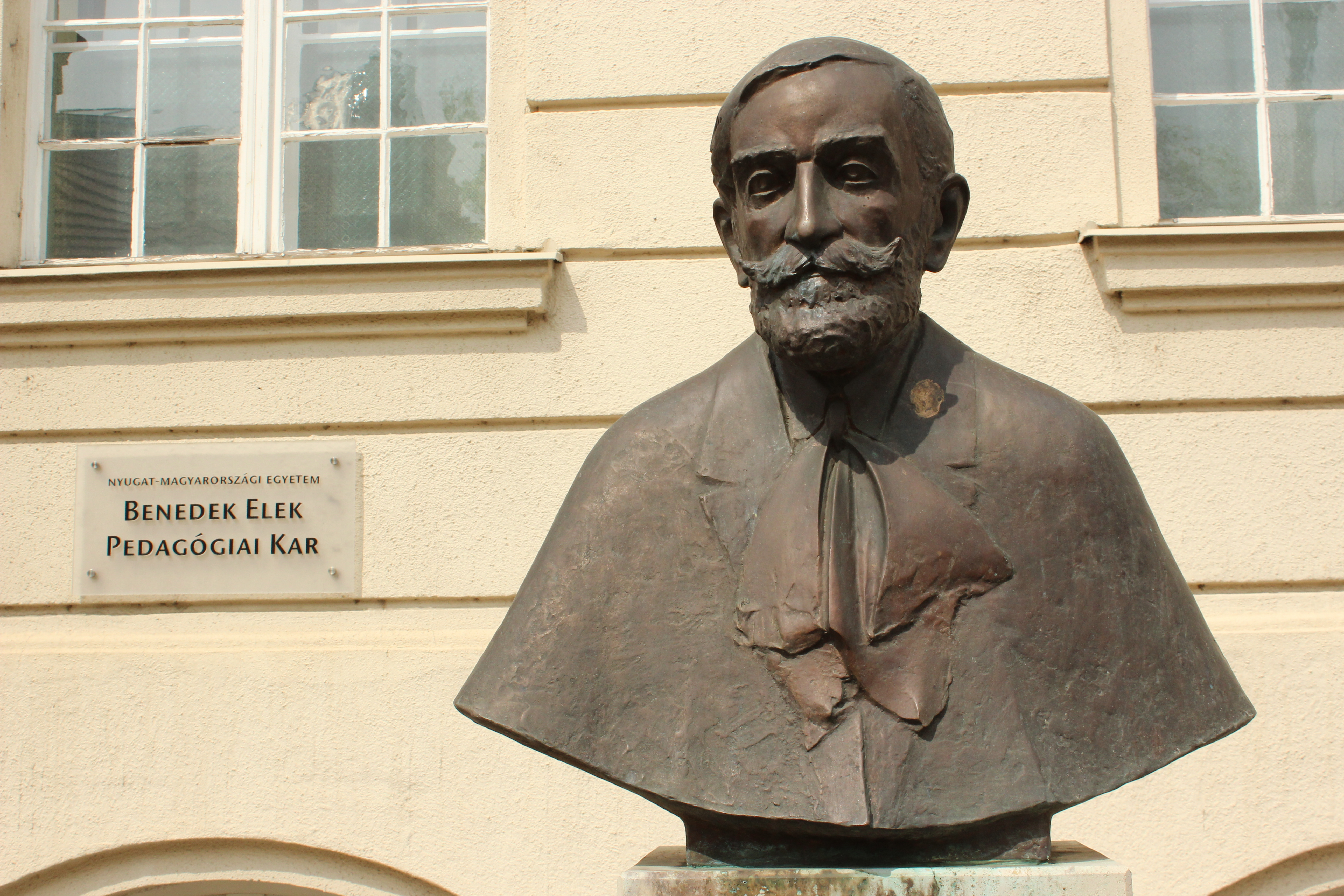
Mellszobra Sopronban, az egykori óvónőképző előtt, mely ma az egyetem pedagógiai karaként az ő nevét viseli

- Bardócz Orsolya - Nagy Nándor, Benedek Elek Emlékalbum - Harmadik javított és bővített kiadás. Kiadó: Kolozsvári Művelődés Egyesület. p. 144; ISBN: 9786068980065. Kolozsvár, 2019

## Kapcsolódó szócikkek

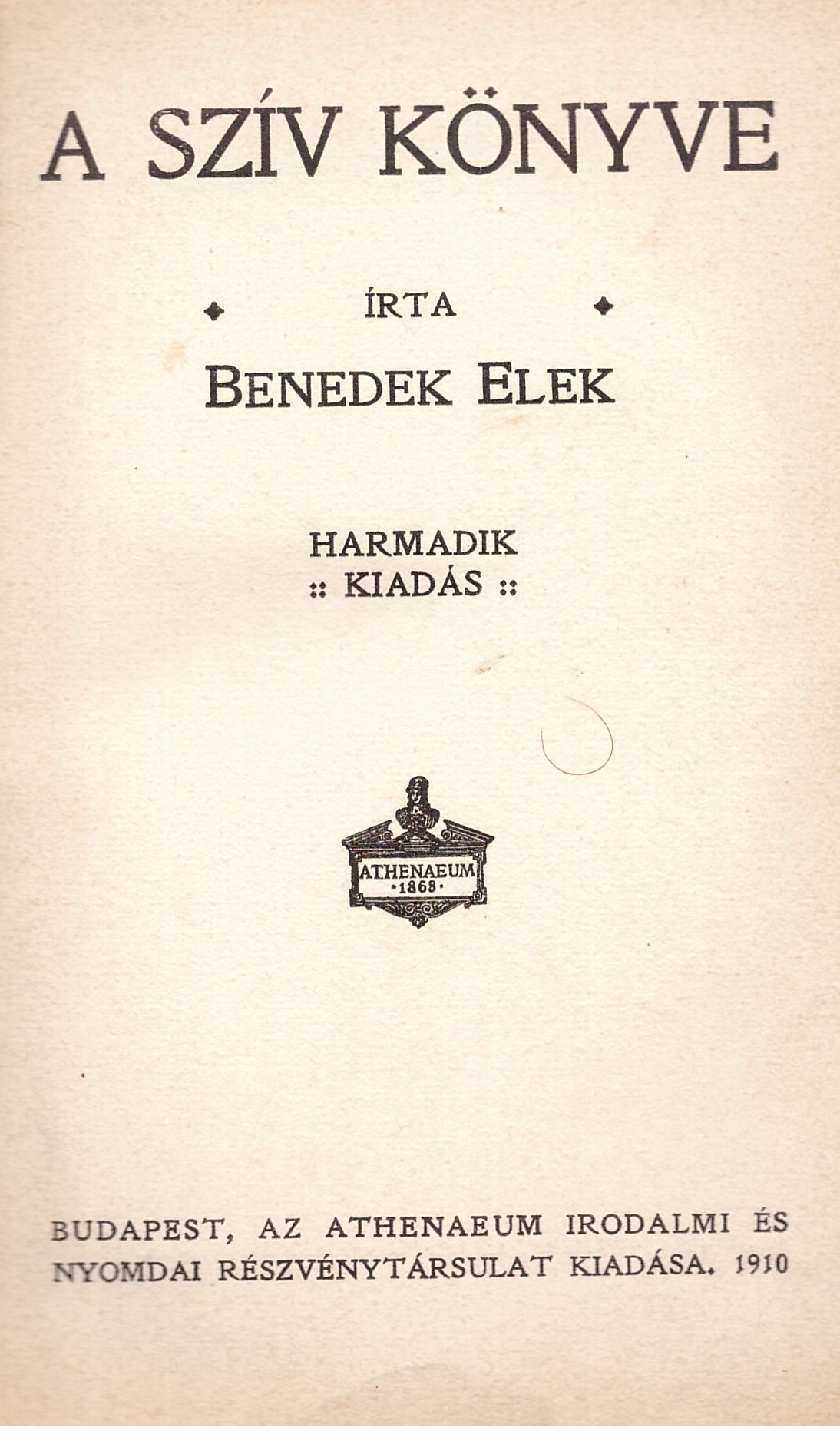
Benedek Elek: A szív könyve